# Losar
Losar (Tibetanska ལོ་གསར་) är det tibetanska namnet för "nyår". 
Losar är en viktig semestertid i Tibet, Nepal och Bhutan. Innan det tibetanska nyåret så firar man Nyi Shu Gu, vilket är den sista dagen på gamla året. Firande av Losar föregår Buddhismen i Tibet och kan spåras tillbaka vid den Buddhistiska Bön perioden. Idag är Losar känd som den årliga festivalen inom Buddhismen.

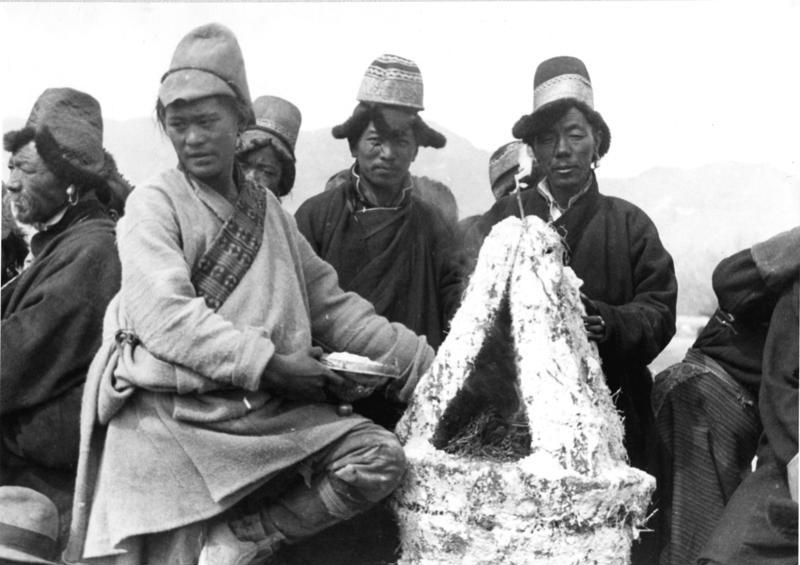
Losar firande i Lhasa, 1938